# Danton (1909)
Дантон (фр. Danton) — эскадренный броненосец военно-морских сил Франции. Головной в серии из 6 единиц («Дантон», «Кондорсе», «Дидро», «Вольтер», «Мирабо», «Верньо»). Назван в честь деятеля Французской революции Жоржа Жака Дантона. Заложен в 1906 году.

## Описание конструкции
По некоторым источникам, бронирование отличалось от указанного в таблице следующими пунктами:
- башни ГК 305 мм,
- 240-мм башни 220 мм.

## Служба
Через неделю после ввода в строй «Дантон» отправился в Великобританию по случаю коронации короля Георга V. Во время первой мировой войны «Дантон» состоял на службе во французском средиземноморском флоте, защищая французские войска и корабли снабжения от флота Австро-Венгрии.
19 марта 1917 года был торпедирован и потоплен немецкой подводной лодкой U-64, под командованием Роберта Морахта. 

## Обнаружение места крушения
Остатки корабля были обнаружены в декабре 2007 года специалистами фирмы Fugro, проводившими геологические изыскания на трассе подводного газопровода из Алжира в Италию, и идентифицированы в феврале 2009 года.
Состояние корабля оценивается как очень хорошее.